# Andrew Wyeth

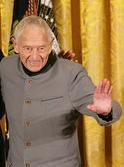
Andrew Wyeth 2007

Andrew Newell Wyeth (* 12. Juli 1917 in Chadds Ford, Pennsylvania; † 16. Januar 2009 ebenda) war ein US-amerikanischer realistischer Maler, einer der bekanntesten des 20. Jahrhunderts. Er wird mitunter als der „Volksmaler“ bezeichnet, weil er in den USA so populär ist. Seine Lieblingsmotive waren das Land und die Einwohner rund um seine Heimatstadt Chadds Ford in Pennsylvania und um seinen Sommerwohnsitz bei Cushing in Maine. Sein bekanntestes Werk, und eines der bekanntesten der US-amerikanischen Kunst des 20. Jahrhunderts, ist Christina’s World, das im Museum of Modern Art in New York City hängt.

## Leben

### Kindheit und frühe Karriere
Andrew Wyeth war der Sohn von N. C. Wyeth, einem berühmten US-amerikanischen Illustrator und Künstler. Als jüngstes von fünf Kindern wurde er zuhause unterrichtet und lernte die Kunst von seinem Vater. Als er 1937 zwanzig Jahre alt war, hatte er seine erste Einzelausstellung in der Macbeth Gallery in New York City. Die ganze Ausstellung war schnell ausverkauft, und Wyeths Karriere hatte begonnen. 1940 heiratete er Betsy Merle James (1922–2020), die er ein Jahr zuvor in Maine kennengelernt hatte. Betsy stellte ihn Anna Christina Olson vor, die später das Modell zu seinem Bild Christinas Welt wurde. Christina, ihr Bruder Alvaro und ihr verwittertes Haus wurden über zwanzig Jahre lang wichtige Motive seiner Kunst. Betsy James Wyeth spielte in der Karriere ihres Mannes eine führende Rolle und hat ihn immer sehr unterstützt.

### Tod des Vaters/1940er-Jahre
1945 wurden Andrew Wyeths Vater und sein dreijähriger Neffe getötet, als ihr Auto in der Nähe ihres Hauses auf den Schienen stehen blieb und von einem Zug erfasst wurde. Wyeth sagte immer, dass dieses Ereignis nicht nur eine persönliche Tragödie, sondern auch prägend für seine künstlerische Laufbahn war. Kurz danach erreichte seine Kunst ihren reifen und dauerhaften Stil, für den eine gedämpfte Farbpalette, eine realistische Darstellung und die Verwendung emotional geladener symbolischer Objekte typisch war. 1948 malte Wyeth Anna und Karl Kuerner, die in Chadds Ford ihre Nachbarn waren. Neben den Olsons in Maine wurden die Kuerners und ihre Farm für die nächsten dreißig Jahre eines seiner wichtigsten Motive.

### Spätere Karriere
Während er seine Zeit teils in Maine, teils in Pennsylvania verbrachte, hat Wyeth über fünfzig Jahre lang einen relativ konsistenten realistischen Stil beibehalten. Er legte seinen Schwerpunkt auf einige wenige Landschaften und Modelle, die in seinen Bildern immer wieder zu erkennen sind und zu denen er über Jahrzehnte immer wiederkehrte.
Üblicherweise fertigte er Dutzende von Studien mit Bleistift oder Aquarell an, um dann das eigentliche Bild zu malen, mal als Aquarell, mal in einer Art Trockenmalen mit Wasserfarben oder in Eitempera. Mit seinem wachsenden Ruhm erzielen seine Werke immer höhere Preise, zuletzt erhielt er von privaten Sammlern und auf Auktionen mehr als eine Million Dollar pro Bild.

## Reaktionen der Kritik
Sein Stil war lange Zeit umstritten. Sein realistischer Malstil bildete einen großen Gegensatz zur Abstraktion, die ab der Mitte des zwanzigsten Jahrhunderts in den USA üblich war. Museumsausstellungen seiner Werke fanden großen Zulauf, aber viele Kunstkritiker lehnten seinen Stil ab. Der häufigste Vorwurf war, dass seine Bilder eigentlich Illustrationen seien, und dass er aus Sentimentalität Personen und Landschaften male, die ihm am Herzen liegen. Bewunderer seiner Werke sind der Meinung, dass sie zusätzlich zu der Schönheit seiner Motive auch starke Gefühle ausstrahlen, sehr symbolhaltig sind und eine unterschwellige Abstraktion besitzen. Nach Meinung der meisten Betrachter seiner Werke benutzte er Wasserfarbe und Eitempera mit großer Kunstfertigkeit. Wyeth hatte es nach anfänglichen Experimenten vermieden, traditionelle Ölfarben zu verwenden.

## Die „Helga“-Bilder
Eine kontroverse Episode in seiner Karriere umgab eine Reihe von Werken, die Wyeth von Helga Testorf malte, einem Modell, das er durch die Familie Kuerner in Chadds Ford kennenlernte. Wyeth begann 1971, Helga zu malen, und über fünfzehn Jahre lang war sie eines seiner wichtigsten Modelle. Im Gegensatz zu seinen anderen Werken enthielt er aber die „Helga“-Bilder der Öffentlichkeit vor. Nicht einmal seine Frau Betsy durfte sie sehen. Er zeigte sie ihr erst 1985 und verkaufte sie im folgenden Jahr an Leonard Andrews, einen Privatkäufer. Andrews erregte mit diesen Bildern große Aufmerksamkeit, und viele große Museen wollten sie ausstellen. Die Medien brachten die Geschichte über Wyeths geheime Bilder, unterschwellig andeutend, dass er mit dem Modell eine Affäre gehabt hatte. Nach den Ausstellungen verkaufte Andrews die Bilder mit großem Profit an einen anonymen japanischen Industriellen. Einige Museumsleiter hatten das Gefühl, Wyeth habe sie benutzt, um die Bilder besser verkaufen zu können. Einige Kunstkritiker hielten die Geschichte mit dem geheimen Bilderversteck für eine Inszenierung. Andere bewunderten einfach die Bilder. Nach dem Verkauf an den Industriellen wurden die Bilder oft in Museen in den USA und Japan ausgestellt. Im Dezember 2005 kaufte sie dann ein US-Amerikaner, der sie wahrscheinlich einzeln weiterverkaufen wird.

## Museumssammlungen
Die Bilder von Andrew Wyeth befinden sich in den Sammlungen der meisten größeren US-amerikanischen Museen, eingeschlossen das Metropolitan Museum of Art, das Whitney Museum of American Art und das Museum of Modern Art in New York City und in der Hauptstadt Washington das Smithsonian American Art Museum, die National Gallery of Art und das Weiße Haus. Besonders viele Bilder von Wyeth besitzen das Brandywine River Museum in Chadds Ford, Pennsylvania, das Farnsworth Museum of Art in Rockland, Maine, und das Greenville County Museum of Art in Greenville, South Carolina.

## Preise und Auszeichnungen
1945 wurde Andrew Newell Wyeth in New York zum Mitglied (NA) der National Academy of Design gewählt. 1950 wurde er in die American Academy of Arts and Letters, 1960 in die American Academy of Arts and Sciences und 1967 in die American Philosophical Society gewählt. Er war Träger vieler Auszeichnungen, darunter 1963 als erster Maler der Freiheitsmedaille des Präsidenten, die John F. Kennedy wieder eingeführt hatte. 1976 wurde er als auswärtiges Mitglied in die französische Académie des Beaux-Arts aufgenommen. 1980 war Wyeth der erste lebende US-amerikanische Künstler, der in Großbritanniens Royal Academy zum Ehrenmitglied (Hon.RA) gewählt wurde. 1987 verlieh ihm das Bates College die Ehrendoktorwürde. 1990 überreichte Präsident George H. W. Bush ihm die Congressional Gold Medal.
2007 erhielt Wyeth die National Medal of Arts.

## Ausstellungen
- 2011/2012: Andrew Wyeth in Perspective, Palm Springs Art Museum, Palm Springs, Kalifornien, USA.
- 2016: Andrew and Jamie Wyeth in the Studio. Denver Art Museum, Colorado, USA; danach im Museo Thyssen-Bornemisza, Madrid.